# Demain, l'espoir
Pour plus de détails, voir Fiche technique et Distribution.
Demain, l'espoir est un téléfilm de science-fiction dramatique américain réalisé par Stephen Tolkin et sorti en 1993.

## Fiche technique
- Titre original : Daybreak
- Réalisation : Stephen Tolkin
- Scénario : Alan Bowne et Stephen Tolkin
- Photographie : Newton Thomas Sigel
- Montage : Lois Freeman-Fox et Brunilda Torres
- Musique : Michel Colombier
- Costumes : Donna Berwick
- Décors : Leigh Kyle
- Producteur : John Bard Manulis
  - Producteur délégué : Colin Callender et Kathryn F. Galan
  - Producteur exécutif : Diana Phillips
- Sociétés de production : HBO Films
- Sociétés de distribution : HBO
- Pays d'origine :  États-Unis
- Langue originale : anglais
- Format : couleur
- Genre : Drame de science-fiction
- Durée : 91 minutes
- Dates de sortie : 
  - États-Unis : 8 mai 1993

## Distribution
- Moira Kelly : Blue
- Cuba Gooding Jr. : Torch
- Martha Plimpton : Laurie
- Omar Epps : le chasseur
- Amir Williams : Willie
- David Eigenberg : Bucky
- Alice Drummond : Anna
- John Cameron Mitchell : Lennie
- Willie Garson : Simon
- Mark Boone Junior : le garde de la quarantaine
- Deirdre O'Connell : la mère
- Jon Seda : Payne
- Alix Koromzay : une femme en quarantaine
- Novella Nelson : Mme Chaney
- Nick Chinlund : Commandant
- Stuart Rudin : Wino
- Skipp Sudduth
- Tim Guinee : l'officier OHH
- Phil Hartman : l'homme dans la publicité sur l'abstinence
- John Savage : le Président